# Frank Nelson (homme politique)
Frank Clemens Frederick Nelson, né le 4 août 1917 à Apia et mort le 5 janvier 1967 dans cette même ville,,, est un homme politique samoan.

## Biographie

### Famille et jeunesse
Fils unique, il naît dans le territoire sous tutelle des Samoa occidentales, colonie de la Nouvelle-Zélande. Son grand-père paternel est un colon suédois, August Nelson (sv), établi dans l'archipel en 1868 et qui a épousé une Samoane, Sina Tugaga. Le fils éponyme d'August Nelson et père de Frank Nelson est le frère d'Olaf Nelson, qui dans les années 1920 devient l'une des principales figures du mouvement Mau, le mouvement anticolonial samoan. Le grand-père maternel de Frank Nelson est Samuel Meredith (en), fils d'un colon britannique et d'une Samoane et également membre du Mau. 
Les parents de Frank Nelson, August et Jane Nelson (née Meredith), meurent tous deux de l'épidémie de grippe espagnole qui ravage les Samoa occidentales du fait de la négligence des autorités colonies néo-zélandaises. August Nelson meurt le 27 novembre 1918 à l'âge de 29 ans, et Jane Nelson le 30 novembre 1918 à l'âge de 19 ans. Leur fils Frank est orphelin à l'âge de 15 mois.
Il est scolarisé dans des écoles catholiques aux Samoa et à Auckland, en Nouvelle-Zélande, puis travaille comme secrétaire dans le commerce de son oncle Olaf.

### Engagement politique
Dans les années 1950, la Nouvelle-Zélande introduit une autonomie politique progressive aux Samoa, préparant le pays à l'indépendance, et Frank Nelson se présente comme candidat de la nouvelle Ligue progressiste des citoyens aux élections de 1957 (en) pour la nouvelle Assemblée législative des Samoa. Il remporte l'un des cinq sièges réservés aux autochtones métis et aux personnes non-autochtones, et est nommé ministre des Travaux publics dans le premier gouvernement responsable formé en 1957,. En 1959, Fiame Mata'afa Faumuina Mulinu'u II devient le premier Premier ministre des Samoa, et maintient Frank Nelson à son ministère. Il est par ailleurs le délégué des Samoa-Occidentales à la conférence de la Commission du Pacifique Sud à Rabaul en 1959, et, en tant que membre fondateur et président de la Fédération des Sports amateurs des Samoa-Occidentales, il exerce à la conférence un rôle majeur dans la création des Jeux du Pacifique Sud.
Réélu député aux élections législatives de 1961 (en), il est reconduit au poste de ministre des Travaux publics, toujours par le Premier ministre Fiame Mata'afa Mulinu'u. C'est ce gouvernement qui mène les Samoa à l'indépendance en 1962. Conservant son siège de député aux élections législatives de 1964 (en), Frank Nelson demeure ministre des Travaux publics. À plusieurs reprises, lorsque le Premier ministre est indisposé ou à l'étranger, il assume les fonctions de chef du gouvernement.
Le 5 janvier 1967, alors qu'il quitte l'hôpital à Apia après un rendez-vous avec un dentiste, il subit une crise cardiaque et meurt subitement, à l'âge de 49 ans,. Ses funérailles à la cathédrale catholique d'Apia sont « les plus grandes jamais vues » jusque lors dans la capitale, et toutes les boutiques de la ville ferment, en signe de respect, le jour de ses obsèques.